# Megacorma obliqua
Megacorma obliqua là một loài bướm đêm thuộc họ Sphingidae. Nó được tìm thấy ở Sri Lanka, đông bắc Ấn Độ, Myanmar, tây nam Trung Quốc (Vân Nam, Hải Nam), Thái Lan, miền bắc Việt Nam, Malaysia (Peninsular, Sarawak, Sabah), Indonesia (Sumatra, Kalimantan, Java, Ceram, Papua Barat), Philippines (bao gồm Palawan), Papua New Guinea và quần đảo Solomon.
Sải cánh dài 120–145 mm. It can be distinguished from all other Sphingidae species by the combination of the labial palp structure, long thorax và wing pattern.

## Hình ảnh

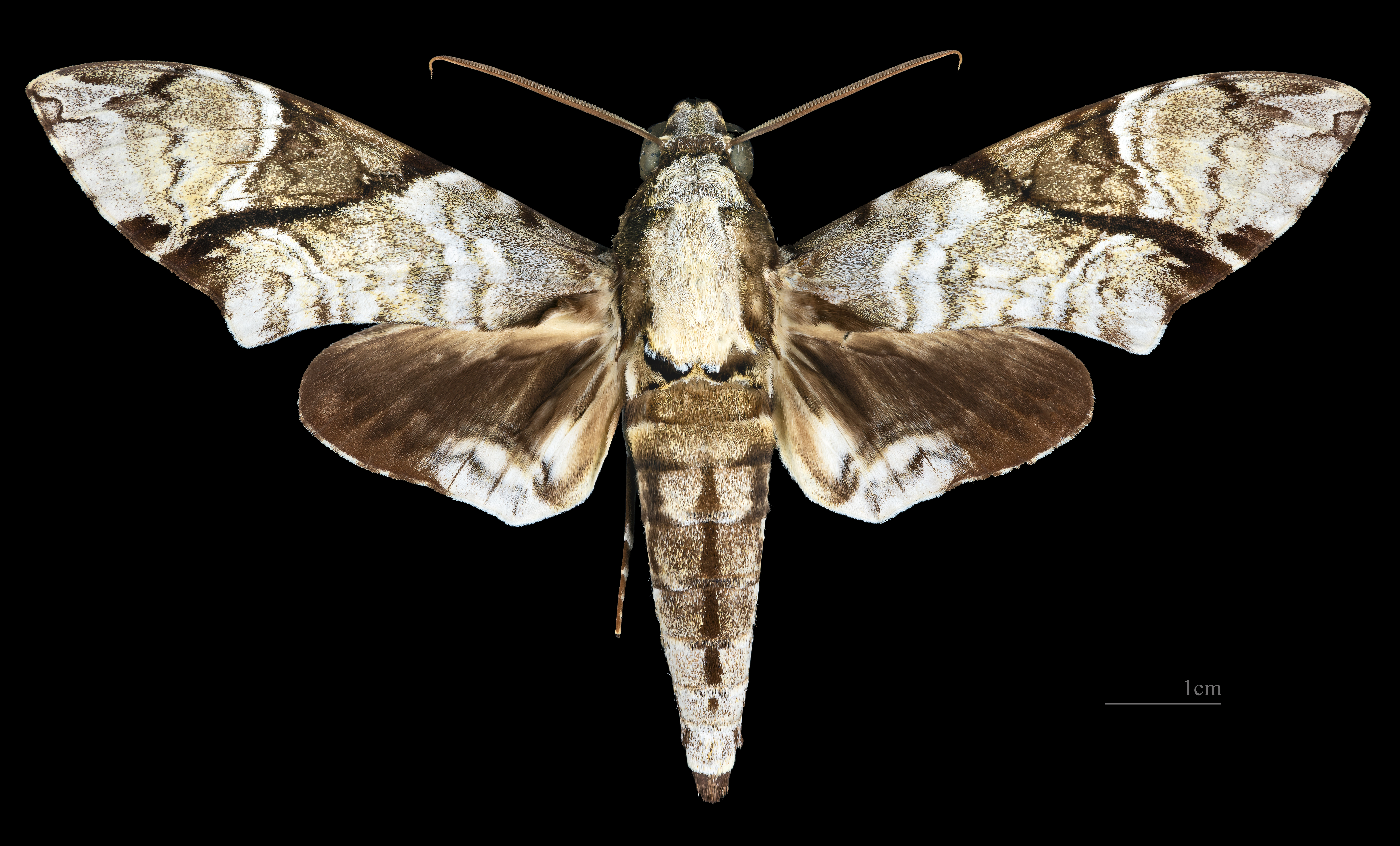
Megacorma obliqua ♂
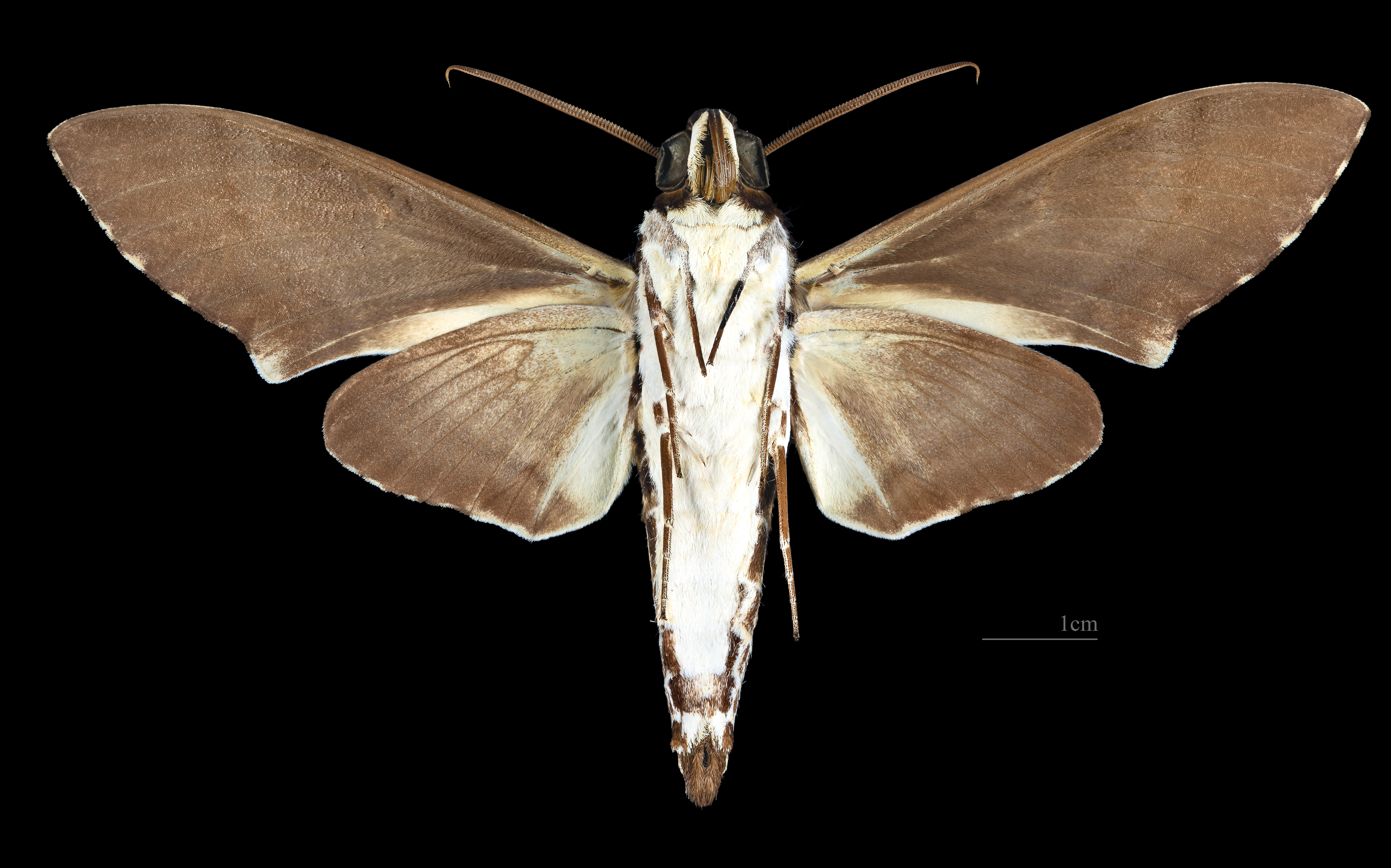
Megacorma obliqua ♂  △
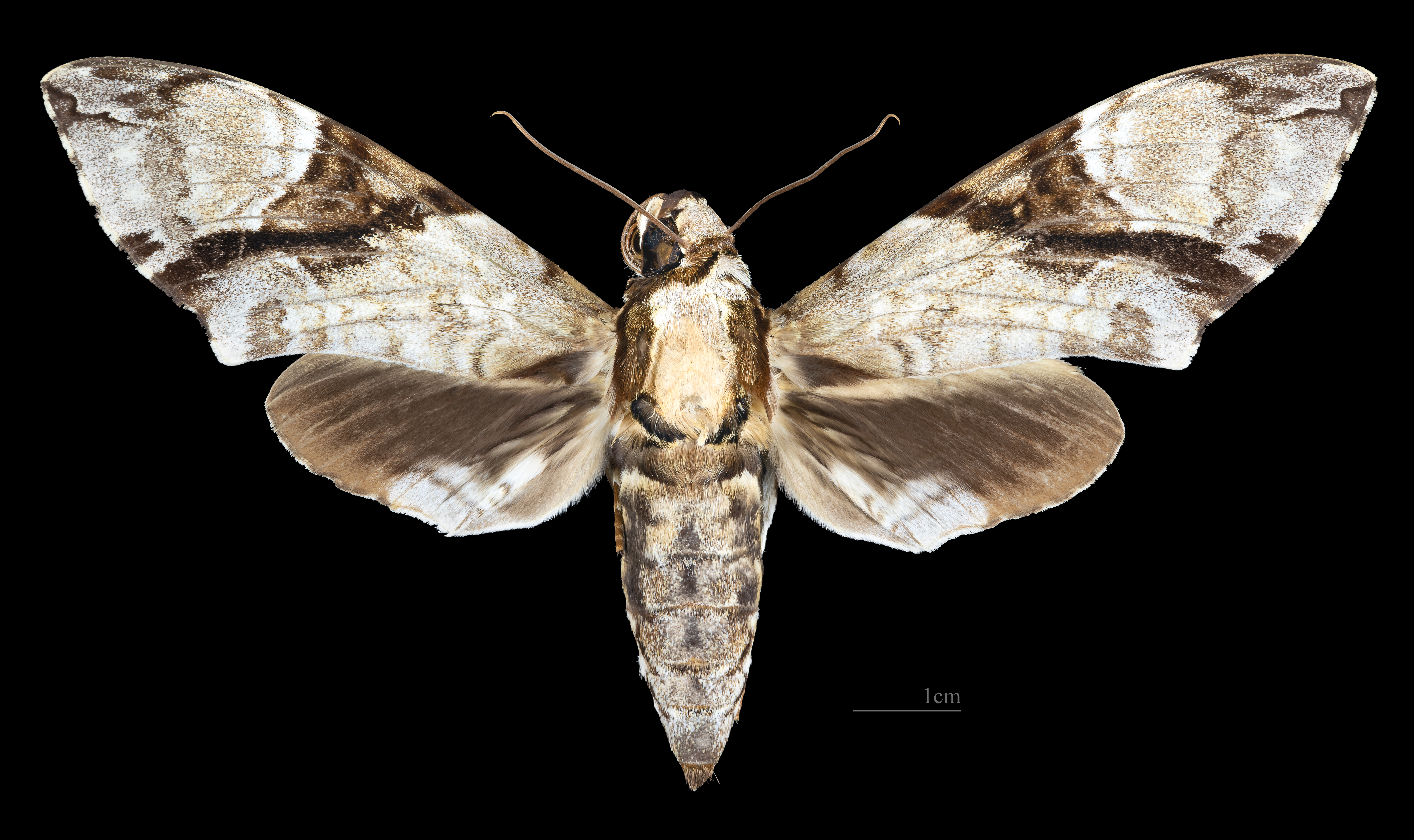
Megacorma obliqua  ♀
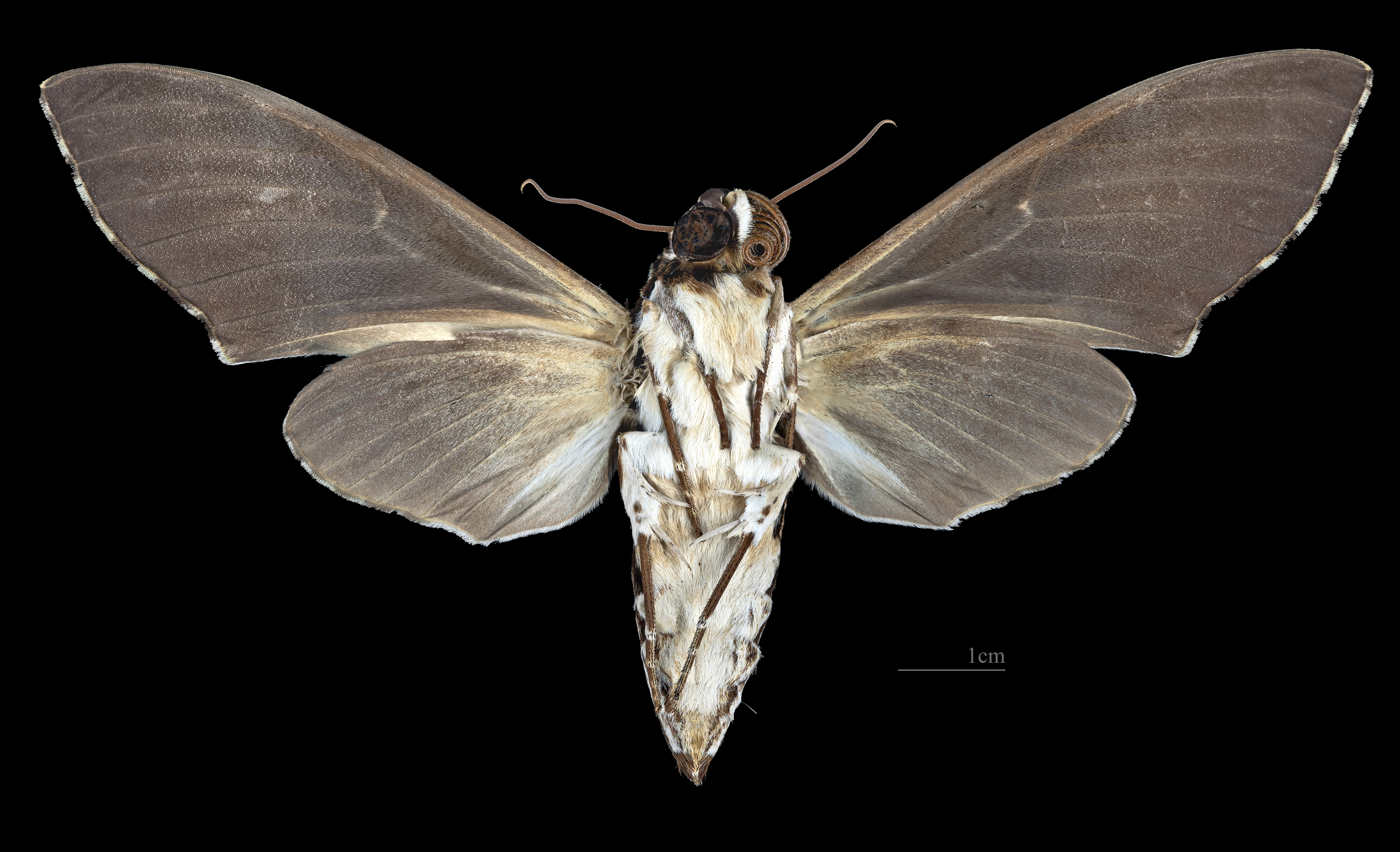
Megacorma obliqua ♀ △